# Панов, Борис Иванович
Бори́с Ива́нович Пано́в (1910—1962) — советский партийный деятель, первый секретарь Калужского обкома ВКП(б) (1948—1952).

## Биография
Окончил техникум полеводов в с. Усолье Средневолжского края и Всесоюзный агрономический институт, работал директором Юрьевского сельскохозяйственного техникума.
Член ВКП(б) с 1936. 
В 1930-е гг. работал в аппарате Народный комиссариат земледелия СССР. В 1942—1943 гг. - заведующий отделом общественного питания Московского городского комитета ВКП(б).
- 1944—1946 гг. — первый секретарь Тимирязевского районного комитета ВКП(б) г. Москвы, в 1946—1948 гг. — заведующий сельскохозяйственным отделом Московского областного комитета ВКП(б),
- 1948—1952 гг. — первый секретарь Калужского областного комитета ВКП(б),
- 1952—1953 гг. учился на курсах переподготовки при ЦК ВКП(б),
- 1953—1954 гг. — инспектор ЦК КПСС,
- 1954—1956 гг. — заместитель заведующего Сельскохозяйственным отделом ЦК КПСС по РСФСР,
- 1956—1958 гг. — член Комитета партийного контроля при ЦК КПСС.

Депутат Верховного совета СССР 2-3-го созывов.
С 1958 г. на пенсии.

## Награды и звания
Награжден орденом Знак Почёта.